# Гранвіллар (Фрібур)
Гранвіллар (фр. Grandvillard) — громада  в Швейцарії в кантоні Фрібур, округ Грюєр.

## Географія
Громада розташована на відстані близько 55 км на південний захід від Берна, 30 км на південь від Фрібура.
Гранвіллар має площу 24,3 км², з яких на 3,9% дозволяється будівництво (житлове та будівництво доріг), 47,2% використовуються в сільськогосподарських цілях, 28,6% зайнято лісами, 20,3% не є продуктивними (річки, льодовики або гори).

## Демографія
2019 року в громаді мешкало 847 осіб (+21% порівняно з 2010 роком), іноземців було 12,5%. Густота населення становила 35 осіб/км².
За віковим діапазоном населення розподілялося таким чином: 24,8% — особи молодші 20 років, 60% — особи у віці 20—64 років, 15,2% — особи у віці 65 років та старші. Було 334 помешкань (у середньому 2,5 особи в помешканні).
Із загальної кількості 202 працюючих 43 було зайнятих в первинному секторі, 45 — в обробній промисловості, 114 — в галузі послуг.